# گایوس ماریوس
گایوس ماریوس (انگلیسی: Gaius Marius؛ زاده ۱۵۷ پیش از میلاد درگذشته ۱۳ ژانویه ۸۶ پیش از میلاد) یک ژنرال و سیاستمدار جمهوری روم بود. وی فاتح جنگ‌های کیمبری∗ و یوگورتی∗ بود؛ منصب کنسولی را هفت مرتبه تصاحب کرد که بی‌سابقه بود. وی همچنین به خاطر اصلاحات ماریان∗ در ارتش روم شناخته شده‌است. وی در مرکز تلاش‌ها برای تغییر جهت بنیادین از رویکرد «دهقان سرباز»∗ اواسط جمهوری به رویکرد «سرباز حرفه ای»∗ اواخر جمهوری داشت؛ همچنین پیلوم∗ را بهبود داد، و تغییراتی وسیع در ساختار لجستیک ارتش روم ایجاد کرد.
به سبب پیروزی‌هایش در جنگ‌های کیمبری عنوان «سومین مؤسس روم» را کسب کرد. زندگی و حرفه‌اش نقشی اساسی در گذار روم از جمهوری به امپراتوری داشت؛ چرا که با گسست از نمونه‌های سابق، که با طبقه آریستوکرات جمهوری روم همکاری داشتند، نظام سربازانی ایجاد کرد که نه به جمهوری بلکه به فرماندهان خود وفادار بودند. وی به جناح پوپولارس در مقابل اپتیمات‌های لوکیوس کورنلیوس سولا کمک کرد. وی در جریان هفتمین دورهٔ کنسولی اش در سال ۸۶ق. م به مرگ طبیعی مُرد.

## اصلاحات نظامی

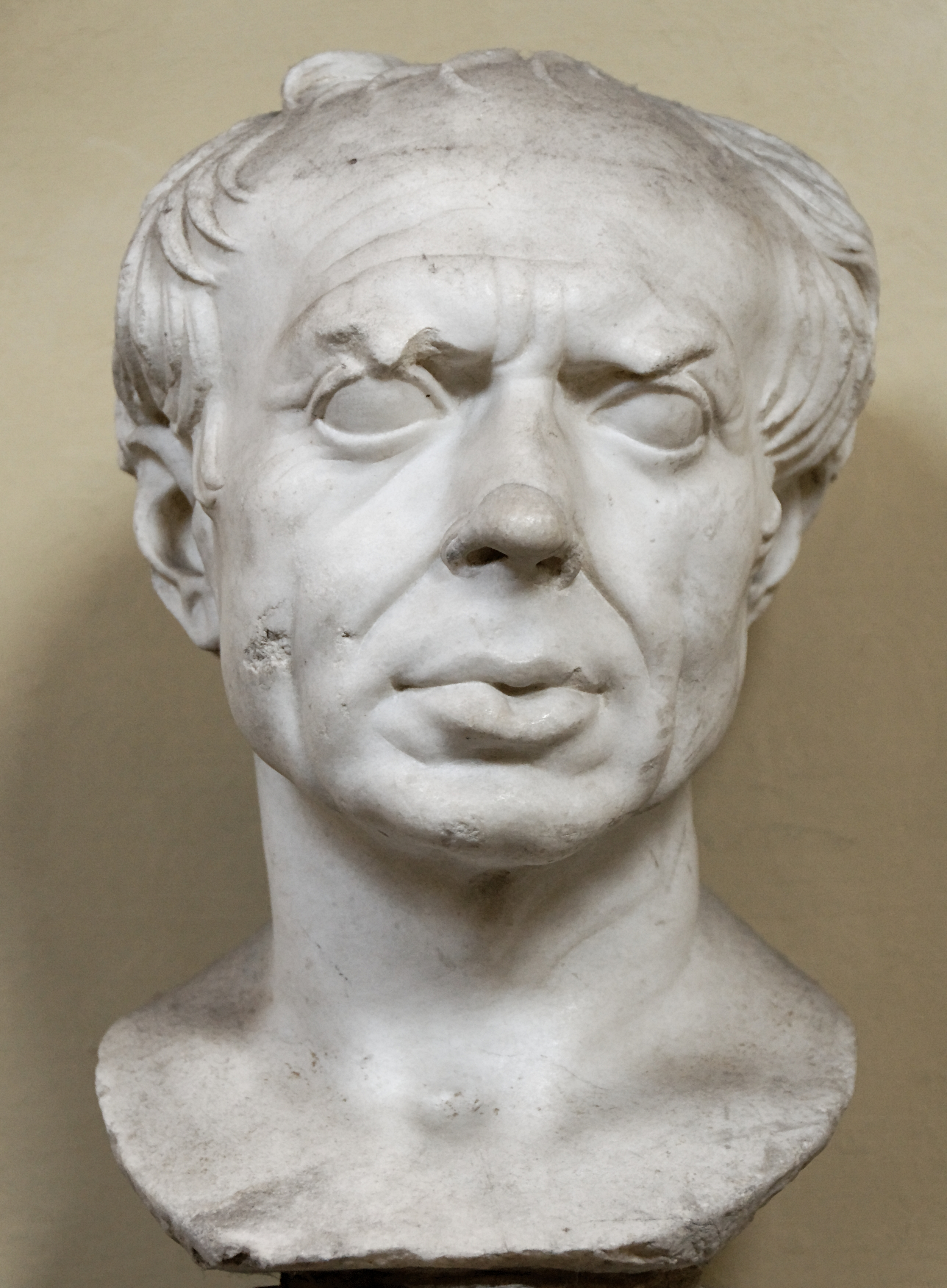
آنچه سردیس ماریوس نامیده می‌شود، هنر رومی سدهٔ یکم قبل از میلاد، بازسازی و مرمت توسط الکساندر تریپل، هم‌اکنون در موزه‌های واتیکان.

در سال‌های پیش از ماریوس، جنبش فزایندهٔ محبوبی برای تقسیم اراضیِ ثروتمندان میان فقیرها وجود داشت. اصلاحات مزروعی برادران گراکی برپایه خدمت وظیفه عمومی رومی بنا نهاده شده بود؛ که کسانی از طبقهٔ پنجم اقتصادی جامعه که جواز دارایی∗شان کمتر از حداقلِ تعیین شده می‌بود را از خدمت معاف می‌کرد. یکی از بحث‌های اساسی این اصلاحات مزروعی همانا بازسازی نیروی انسانی لژیون‌ها بود.
با وجودی که گراکی‌ها تلاش نمودند رضایت خُرده زمینداران∗ را جلب کنند قانون ارضی آنان تنها به میزان کمی توانست کمبود رو به تزاید نیروی انسانی را ــ که مجال بروز به قانون مذکور داده بود ــ جبران کند. ظاهراً حداقل دارایی لازم برای جواز خدمت نظامی طبقات پنجم اقتصادی جامعه (حداقل مقداری که یک شخص را مشمول خدمت نظام وظیفه می‌کرد) از ۱۱٬۰۰۰ به ۳٬۰۰۰ سسترتیوس∗کاهش یافت؛ و کنسولها عملاً در ۱۰۹ قبل از میلاد (ق. م) مجبور شدند محدودیت‌های تحمیل شده از سوی گایوس گراکوس بر خدمت وظیفه را تعلیق کنند. در ۱۰۷ ق. م به خاطر جنگ بر ضد ژوگورتا به ماریوس اختیار داده شد که شرط جواز خدمت را نادیده بگیرد و باز هم، با تهدید کیمبری‌ها به وی آزادی عمل دیگری نیز دادند.
پس از تهدیدی که کیمبری‌ها ایجاد کردند، نیاز به نیروی انسانی حادتر شد. زیرپاگذاشتن موقتی شرط دارایی بدل به یک نیاز دائمی برای مقابله با دشمنان روم شد. نیاز ماریوس و معاصرینش به سربازان سبب جهشی مثال زدنی از ارتش‌های برپایهٔ رویکرد «دهقان سرباز∗» اواسط جمهوری به سوی سربازگیریِ باز∗شد؛ بنابراین، به زودی لژیون‌های رومی از شهروندان فقیری تشکیل شدند که آینده [ی زندگی] آنان پس از پایان خدمت تنها در صورتی تأمین می‌شد که ژنرال آنان به تقسیم اراضی [ــِـ تصرف شده] و پرداخت دستمزد آنان اقدام کند. همین تکیه بر مردان تهی دست سبب شد سربازان نه به سنا یا مردم روم بلکه (قویاً) به ژنرال‌های خود وابسته شوند، کسانی که همچون دوست، رفیق، خیرخواه، و سرپرست سربازان دیده می‌شدند.
ماریوس در دوران کنسولی پیاپی خود، بر سازمان آموزشی و لجستیکی مردانش نظارت می‌کرد. به جای استفاده از خدمه و ملتزمین∗، ماریوس سربازان را وادار کرد سلاح‌ها، پتوها، البسه و جیره غذایی∗خود را حمل کنند. همین سبب شد به سربازان رومی آن زمان لقب «قاطرهای ماریوس»∗ بدهند. وی همچنین پیلوم∗ را بهبود داد، به طوری که پس از زخمی کردن دشمن دیگر قابل استفاده نبود. باوجودی که ماریوس به خاطر بسیاری از اصلاحات نظامی در زمان خودش شناخته شده‌است امّا شواهدی دال بر این ادعا وجود ندارد که وی کسی بوده که واحد تاکتیکی ارتش را از maniple∗ به cohort∗ تغییر داده باشد.

## نبرد با قبایل ژرمنی

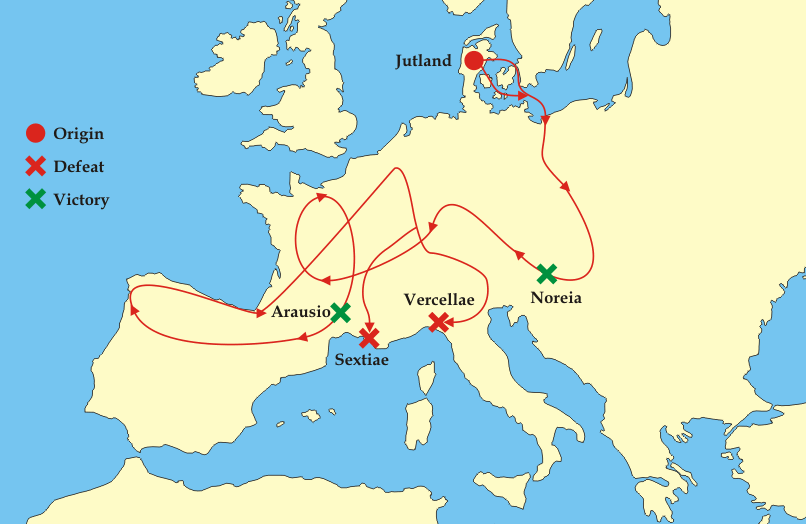
نقشه حرکت کیمبری‌ها و توتون‌ها (رنگ سبز: پیروزی/ رنگ قرمز: شکست)

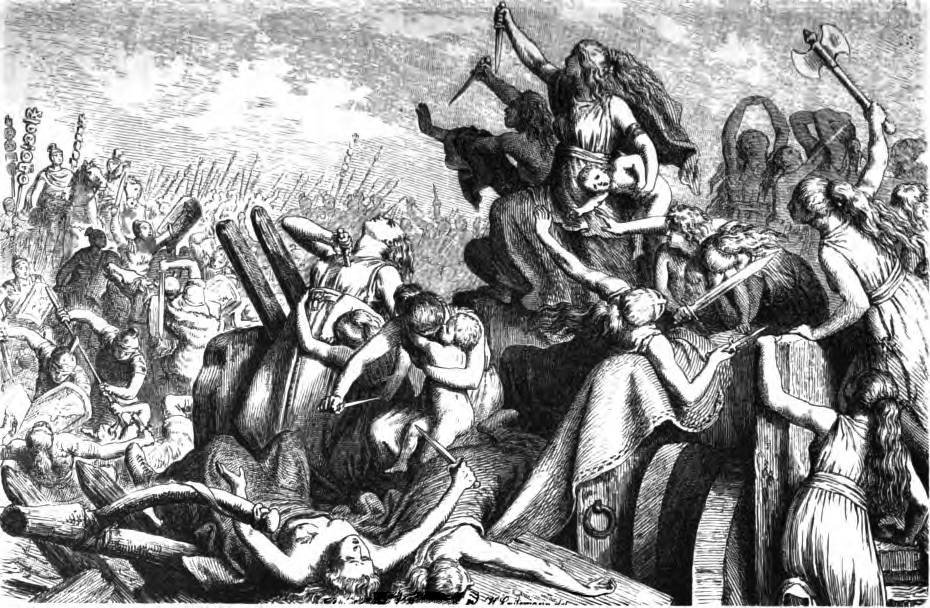
نام اثر به فارسی: زنان توتونی در حال دفاع از گاری؛ ۱۸۸۲، اثر هاینریش لویتمان. (برخلاف آنچه نگارندهٔ اثر نامیده، این تصویر به وضوح زنان را در حال کُشتن شیرخوارگان خود و اقدام به خودکشی نشان می‌دهد).

مجمع مردمی به قدری از تهدید کیمبری‌ها و ناهماهنگی در فرماندهی خشمگین بود که ماریوس را برای پنج مرتبهٔ پیاپی به عنوان کنسول برگزید (از ۱۰۴ق. م تا ۱۰۰ق. م)
در ۱۰۲ ق. م، کیمبری‌ها از هیسپانیا بازگشتند و با برخی قبایل بربری، می‌خواستند به ایتالیا هجوم ببرند. توتون‌ها و و متحدین شان آمبرون‌ها∗می‌خواستند روانه جنوب شوند و از طریق سواحل مدیترانه به سوی ایتالیا حرکت کنند، کیمبری‌ها نیز قصد داشتند با گذر از گذرگاه برنر وارد شمال ایتالیا شوند، و تیگورینی‌ها∗ هم می‌خواستند از شمال شرقی، آلپ را رد کنند.
این تصمیم ثابت کرد که اشتباهی مرگبار بوده‌است. جنگجویان ژرمن نیروهای خود را تقسیم کردند، و رومیان هم توانستند از خطوط ارتباط و پشتیبانی کوتاه‌تر خود برای متمرکز نمودن نیروهایشان استفاده کنند.
در ابتدا ماریوس مجبور بود با توتون‌ها و متحدشان آمبرون‌ها مواجه شود، کسانی که در ایالت ناربونی در حال پیشروی به سوی آلپ بودند. رومیان در ابتدا با تلفاتی اندک آمبرون‌ها را شکست دادند. همین موجب شد توتون‌ها از پیشروی دست بکشند و در نزدیک آکوای سکستیای∗ منتظر ارتش ماریوس باشند. از آنجا که حریفان وی منتظرش بودند، وی فرصت آنرا داشت که منطقه را مورد سنجش قرار داده و مکان مناسبی برای نبرد پیش رو انتخاب کند. چهار روز پس از کشتار آمبرون‌ها، ماریوس ارتش خود را بر روی یک بلندی جای داد. وی به لژیون‌های خود آموخته بود که چگونه موضع خود را بر روی تپه حفظ کنند، زوبینها را پرتاب کنند، شمشیر بکشند، با سپرهایشان از خود مراقبت کنند و دشمن را به عقب پس بزنند. وی به افرادش اطمینان داد که چون بربرها مجبور خواهند بود به بالای تپه حرکت کنند، راه رفتن آنان نامطمئن خواهد بود و آسیب‌پذیر می‌شوند. ماریوس به خدمتکاران کمپ و تمامی مردان غیرجنگی دستور داد همراه با ارتش پیشروی کنند. همچنین دستور داد که حیوانات باربر همچون اسب‌های سواره نظام آرایش شوند. همگی این‌ها برای این بود که این تصور موهوم را ایجاد کند که نیروهایش بزرگتر از آن هستند که دشمن می‌پندارد. آمبرون‌های باقی مانده و توتون‌ها، مشتاق برای انتقام‌گیری، منتظر ظهور دشمن بودند و زمانی که رومیان بالأخره خود را در جلگهٔ آکوای سکستیای ظاهر کردند به بالای تپه هجوم بردند. رومیان سیلی از زوبین را بر سر آنها خالی کردند، بسیاری از آنان را کشته یا ناقص کردند، سپس شمشیرها را کشیدند و در بالای تپه منتظر دشمن ماندند. استراتژی رومی، دیسیپلین و آموزش خود را ثابت کرد، و مردان قبیله ای از خارج کردن رومیان از موضع برترشان ناتوان بودند. نبرد بیشتر صبح را دربر گرفت و هیچ‌یک از طرفین برتریی به دست نیاورد. به هر حال، لژیون‌های بامهارت به تدریج و با نظمْ تودهٔ قبایل را وادار به پس روی کردند تا اینکه رومیان و بربریان در زمین مسطح قرار گرفتند. اینجا بود که کلاودیوس مارسلوس∗و ۳٬۰۰۰ نفر از مردانش غرّش کنان به عقبهٔ دشمن یورش بردند. آمبرون‌ها و توتون‌ها اکنون از دو جهت مورد یورش قرار گرفته و سردرگم بودند، آنان خطوط را شکسته و پابه فرار گذاشتند، امّا جایی نبود که به آنجا پناه ببرند. رومیان با بیرحمی آنان را تعقیب کردند. در پایان عصر، بیشتر جنگجویان بربری مرده یا اسیر شده بودند. تخمین کشتگان یا اسیران از ۱۰۰٬۰۰۰ تا ۲۰۰٬۰۰۰ برآورد شدند. تویتوباد∗، پادشاه توتون‌ها، و ۳٬۰۰۰ نفر از مردانش از جنگ گریختند امّا توسط سکوآنی∗ها دستگیر شده و به ماریوس تحویل داده شدند.
ماریوس هم ماریوس آکوئیلیوس را با گزارشی به رُم فرستاد؛ گزارشی که می‌گفت ۳۷٬۰۰۰ رومیِ کاملاً آموزش دیده با موفقیّت بر ۱۰۰٬۰۰۰ ژرمن ضمن دو درگیری پیروز شده‌اند.
کنسولِ همکار ماریوس در سال ۱۰۲ق. م، کوئینتوس لوتاتیوس کاتولوس، برخلاف وی از عهدهٔ وظایفش برنیامد. وی در یک نبرد کوچک در یکی از دشت‌های کوهستانی نزدیک تریدنتوم شکست خورد. کاتولوس عقب‌نشینی کرد و کیمبری‌ها وارد ایتالیای شمالی شدند. آنان در شمال ایتالیا توقف کردند تا خود را سازمان دهند و منتظر فرارسیدن نیروهای کمکی از دیگر گذرگاه‌های آلپ باشند.
ماریوس در ۱۰۱ق. م به چهارمین کنسولی پیاپی خود نائل شد. پس از انتخاب، وی برگزاری جشن تریومف به خاطر پیروزی در نبرد آکوای سکستیای را رد کرد، و با سپاهش به شمال ایتالیا رفت تا به نیروهای کاتولوس ملحق شود و با کیمبری‌ها مقابله کند. پس از آنکه نابودی متحدینِ کیمبری‌ها را به اطلاعشان رساند طرفین برای جنگ آماده شدند.
روم نبرد سرنوشت ساز ورچلی∗ (یا نبرد دشت رودین∗) را پیروز شد. قتل‌عام کیمبری‌ها به راه افتاد و بازماندگان نیز اسیر شدند. بار دیگر، دیسیپلین رومی بر شمار بزرگتر بربرها پیروز شد. بیش از ۱۲۰٬۰۰۰ کیمبری کشته شدند. تیگورینی‌ها نیز از برنامه خود برای رخنه به شمال ایتالیا دست کشیدند و به خانه خود بازگشتند.
پس از پانزده روز نیایش، کاتولوس و ماریوس یک تریومف مشترک را جشن گرفتند، امّا افکار عمومی تمامی پیروزی را به حساب ماریوس نوشت، کسی که همچون «سومین مؤسس روم» تحسین شد. با حفظ جمهوری از نابودی و نگه داشتن آن در میان قدرت‌های سیاسی، ماریوس باز هم به عنوان کنسول برای سال ۱۰۰ق. م برگزیده شد و همکارش لوسیوس والریوس فلاکوس شد.

## یادداشت
^ . Cimbric wars
^ . Jugurthine wars
^ . marian reforms
^ . farmer soldier
^ . professional soldier
^ . pilum
^ . property qualification
^ . smallholders
^ . sesterce یا sestertius سکّه رایجی در جمهوری روم بود.
^ . open recruitment
^ . baggage train به عده ای از ملتزمین و مستخدمین می‌گویند که وظیفهٔ حمل اثاث و بار جنگی سربازان در طول قشون کشی را دارند.
^ . rations
^ . Marius' mules
^ . pilum در روم باستان نوعی زوبین بود که بدنه ای محکم اما نوک نرمی داشت و این سبب می‌شد پس از زخمی کردن دشمن قابل استفادهٔ دوباره نباشد.
^ . واحدی از ارتش روم باستان بود که از ۱۲۰ نفر تشکیل می‌شد.
^ . واحدی از ارتش روم باستان بود که ده تای آن (در مجموع ۵٬۰۰۰ نفر) یک لژیون را تشکیل می‌داد.
^ . ambrones
^ . tigurini
^ . Aquae sextiae
^ . Claudius Marcellus
^ . Teutobod
^ . Sequani
^ . Heinrich Leutemann
^ . Battle of Vercelae
^ . Battle of Raudian Plain